# 碎嘴龍屬
碎嘴龍屬（學名：Claorhynchus）屬於鳥臀目恐龍，目前是個疑名。碎嘴龍被認為是鴨嘴龍科或角龍科，或者是三角龍的異名，因為這兩種恐龍被發現於同一地層。屬名意為「破碎的喙嘴」，意指牠們的化石只有破碎的部分嘴部。

## 歷史
在1892年，古生物學家兼自然學家愛德華·德林克·科普（Edward Drinker Cope）將一些發現於蒙大拿州朱迪斯河層的化石，命名為碎嘴龍。科普認為這些化石是喙骨與前齒骨，可能具有角質外層，而歸類於奇蹟龍科（現為角龍科）。但不久後改列為鴨嘴龍科。在理查·史旺·納爾（Richard Swann Lull）與尼爾達·萊特（Nelda E. Wright）的重要專題論文中，碎嘴龍的化石被認為是前上頜骨與前齒骨，而被歸類於鴨嘴龍科的可疑屬。
在1989年，Michael K. Brett-Surman與Douglas A. Lawson重新研究這些化石，他們宣稱這些化石極可能是角龍科的部分頸盾，並可能是三角龍的部分鱗狀骨。在唐諾·葛勒特（Donald F. Glut）的一系列恐龍百科全書中，宣稱這兩人研究的化石，是一些發現於南達科他州的鱗狀骨與牙齒，與原本的化石不同，使狀況更為混淆。另有其他研究人員認為碎嘴龍是嘴嘴龍科的不確定屬。
碎嘴龍的化石有時被視為是三角龍的頭盾碎片，或者是鴨嘴龍科的可疑屬。科普認為這些化石的年代，早於三角龍，但早期的年代估計值可能有誤。但目前仍未有定論，可確定碎嘴龍的歸類。